# Піодермія
Піодермі́я (від дав.-гр. πύον — гній і δέρμα — шкіра; нерідко — піодермії у множині; також Гноякові / Гнійничкові захворювання шкіри) — будь-яке гнійничкове захворювання шкіри, яке спричинюють гноєтворні бактерії (стафілококи та стрептококи). Часто означають у множині як «піодермії» — група дерматозів, які породжують ці гноєтворні збудники.
На піодермії страждає 111 млн дітей у світі. Ці захворювання є третьою за значимістю причиною ураження шкіри у дітей після корости та трихофітії. За даними ВООЗ, хворі на піодермії в розвинених країнах складають 1/3 пацієнтів з інфекційною патологією. Серед дерматозів піодермії превалюють над іншими шкірними захворюваннями.
На шкірі здорової людини живе величезна кількість гноєтворних мікробів, але їхня патогенна дія проявляється при зрушеннях в системі макроорганізму—мікроорганізму при порушенні цілості шкіри і зниження імунобіологічної опору організму. Збудники зокрема спричинюють захворювання при переохолодженні, перевтомі, нервовій напрузі, хворобах обміну речовин (цукровий діабет), порушеннях загального харчування (ендогенні фактори), мікротравмах, розчісуванні, порізах, подряпинах, опіках тощо. Виникненню захворювання може сприяти також місцева дія різних професійних подразників: дьогтю, скипидару, гасу, пилу, змащувальних олій (екзогенні фактори).

## Етіологія
Найчастішими збудниками гнійного запалення шкіри є піококи (стафіло- і стрептококи). Із стафілококів частіше спостерігають при цих ураженнях золотистий, трохи рідше білий і лимонно-жовтий; зі стрептококів — гемолітичний, рідше такий. що спричинює зелене забарвлення культури. Гнійні процеси в шкірі можуть бути породжені й іншими мікроорганізмами, наприклад синьогнійною паличкою, протеєм та іншими, проте вони значно рідше стають збудниками гноякових захворювань. У звичайних умовах ці мікроорганізми не спричинюють захворювань, так як непошкоджений ороговілий шар шкіри являє собою надійний захист від збудників різноманітних хвороб, і в тому числі і від піококів. Для виникнення гнійничкового захворювання необхідно, щоб піококи проникали через роговий шар у глибші шари шкіри. Однак, крім наявності збудника, для виникнення хвороби необхідні загальні зміни реактивності організму, ослаблення його захисних властивостей. Виникають піодермії як первинні захворювання шкіри або як ускладнення інших дерматозів (сверблячі та алергічні) в результаті мікротравм, розчухування при попаданні на шкіру ззовні патогенних штамів або активації мікробної аутофлори людини.

## Патогенез
Патогенетичні фактори, що грають роль у виникненні піодермій, можна поділити на екзогенні та ендогенні. Серед багатоманітності екзогенних патогенетичних факторів найбільше значення мають такі:
- травма шкіри. Особливу роль грають незначні пошкодження епідермісу (мілкі, часто непомітні подряпини, тріщини та задирки), які створюють «відкриті ворота» для проникнення піококів у шкіру. Сюди слід віднести пошкодження шкіри, які спричинило тертя грубого одягу, тісного взуття, бандажів, погано накладених гіпсових пов'язок, а також подразнення шкіри внутрішніх поверхонь стегна та сідниць, наприклад у тих людей, які почали займатись верховою їздою.
- свербіж. Супроводжує багато шкірних захворювань (екзему, коросту, нейродерміт та інші), внаслідок розчухування, які він спричинив, сприяє виникненню піодермій, які стають частими ускладненнями шкірних захворювань.
- опіки. Часто їх ускладнюють піодермії. Гострозапальні процеси шкіри будь-якої етіології поруч із загальним послабленням організму ведуть до місцевого ослаблення опору шкіри в області вогнища запалення; тому такі захворювання як артифіційні чи професійні дерматити, часто супроводжуються піодерміями.
- застуда. Сприяє виникненню піодермій; при цьому має значення і місцеве охолодження окремих частин тіла.

Серед ендогенних факторів, які грають роль у патогенезі піодермій, слід виділити:
- порушення вуглеводного обміну — цукровий діабет, іноді слабо виражений у вигляді прихованої гіперглікемії (підвищений вміст глюкози в пробі крові).
- порушення харчування, яке веде до загальному послабленню організму.
- порушення вітамінного балансу (авітамінози, гіпервітамінози), причому особливе значення має нестача вітаміну С і вітамінів В-комплексу.
- функціональні порушення нервової системи, які виникають внаслідок травми, нервово-психічних ушкоджень, розумової перевтоми та інших причин.

Стрептококи є переважно факультативними анаеробами. За характером росту на кров'яному агарі поділяються на гемолітичні, зеленячі і негемолітичні; за характером гемолізу — на 4 типи: β, α, α1, γ. На підставі антигенних властивостей виділяють 17 серологічних груп. Найчастіший збудник захворювань людини — β-гемолітичний стрептокок (51-й серологічний тип). Стрептококи утворюють ендо- та екзотоксини, ферменти. Екзотоксини (гемолізини, стрептолізин, лейкотоксін, некротоксини, фібринолізин, токсин летальності, еритрогенний) володіють цитотоксичною, імуносупресивною, піогенною властивостями. Стрептококи виробляють дезоксирибонуклеазу, гіалуронідазу, стрептокиназу, що розчиняють згусток плазми; амілазу, рибонуклеазу, протеїназу та інші ферменти, що забезпечують їхнє живлення, зростання і розмноження. Стрептококи, що спричинюють піодермію, відносяться загалом до серологічних груп А і D, зумовлюють типові поверхневі та глибокі ураження шкіри і слизових оболонок.
Патогенність стафілококів пов'язана з їхньою здатністю утворювати коагулазу. Неконтрольоване застосування антибіотиків поєднують трансформації стафілококів у L-формах, які утягують багато типових властивостей, але зберігають здатність спричинити атипові та хронічні форми стафілодермії, бактеріоносійства, появу нових варіантів бактерій зі стійкістю до антибактерійних засобів. Ексфоліативний токсин, що виробляється деякими стафілококами, може бути однією з причин пухирчатки новонароджених, бульозного імпетиго, скарлатиноподібного висипу і, можливо, синдрому Лаєлла. Мікоплазмово-стафілококова асоціація може мати значення у формуванні таких важких форм, як гангренозна і виразково-некротична піодермії. Гіалуронідаза стафілококів сприяє інвазії, ДНКаза виконує функції харчування і захисту від чужорідної ДНК, коагулаза утворює тромби і фібринозні чохли навколо стафілококів, фібринолізин лізирує фібрин, перешкоджаючи проникненню фагоцитів в осередки інфекції.

## Імунітет
У перебігу хвороби спостерігають сенсибілізацію (підвищена чутливість організму до піококової інфекції), що об'єктивно можна встановити за допомогою внутрішньошкірних проб з відповідною вакциною чи анатоксином. До періоду одужання сенсибілізація змінюється короткочасним, нестійким імунітетом.

## Морфологічна класифікація
За морфологічними ознаками усі піодермії поділяються на:
- фолікулярні
- нефолікулярні.

Фолікулярні піодермії, як правило стафілококові, а нефолікулярні — стрептококові.

## Класифікація за розташуванням
За розташуванням відносно шару залягання піодермії поділяються на:
- поверхневі, що локалізуються в межах епідермісу і при одужуванні не залишають рубців.
- глибокі, що локалізуються в дермі, підшкірній жировій клітковині, і після одужання залишаються рубці.

Іноді піодермія призводить до появи мікробної екземи.

## Клінічна класифікація
Згідно з МКХ 10-го перегляду, гнійничкові захворювання підлягають реєстрації в рубриках L00-L98. 
Виділяють піодермії:
- стрептококові,
- стафілококові,
- змішані,
- хронічні глибокі.

### Стрептококові
- Поверхневі:

* імпетиго:
- Тильбері Фокса — гостре контагіозне ураження шкіри, яке переважно спричинюють переважно β-гемолітичні стрептококи группы А (Streptococcus pyogenes), що виробляють екзотоксин, який слугує причиной ексфоліативної реакції шкіри. Улюблена локалізація: обличчя, руки, шия. На відкритих ділянках тіла з'являються сплощені поверхневі тонкостінні мляві пухирі (фліктени) з мутним вмістом (іноді з домішкою крові), оточені віночком еритеми. Фліктени швидко розкриваються (часто через свербіж) з утворенням ерозій, які покриваються чешуйко-корочками або нетовстими корками. Після їх відпадання утворюється тимчасова червона пігментація. Перебіг захворювання гострий; еволюція елементів висипу зазвичай триває близько тижня, при поширеному ураженні — кілька тижнів;
- кільцеподібне — пустула, поширюючись по периферії, утворює кільцеподібні форми з периферичних еритематозним віночком;
- бульозне — утворюються великі напружені або в'ялі пухирці з мутним вмістом, які не мають запального віночка. Часто розташовуються на пальцях кистей і стоп, поблизу нігтьових пластинок;
- поверхневий панарицій (турніоль) — пустули у вигляді підкови навколо нігтьової пластинки по ходу нігтьового валика. При периферичному зростанні відбувається відторгнення верхніх шарів епідермісу, при цьому оголюється ерозія з серозно-гнійними виділеннями;
- заїда, ангуліт — у кутах рота утворюється невелика фліктена, потім ерозія з комірцем рогового шару, скоринка, тріщина. Перебігає хронічно і супроводжується невеликою болісністю. Зустрічається у осіб зі звичкою облизувати губи, зі слинотечею. Диференціюють з кандидозом кутів рота (корочка не утворюється), папульозний сифілідом (характерна інфільтрація в основі ерозії). Нерідко спостерігається навколо носа і за вушними раковинами.
- інтертригінозне (складок і слизових оболонок) — на слизових оболонках рота, носа, кон'юнктиви у вигляді вогнищ з'являються в'ялі округлі пухирці, швидко розкриваються; ерозії, що утворилися, швидко покриваються діфтероїдним нашаруванням.

Лікування імпетиго включає спиртові розчини анілінових фарб, 10 % борно-дегтярну мазь, мазі з антибіотиками (бактробан, банеоцин тощо), дермозолон, тридерм, обтирання здорової шкіри навколо вогнищ спиртовими розчинами саліцилової (2 %) і борної кислот (1-3 %).
- Глибокі:

- ектима — глибоке виразкове ураження шкіри, що виникає на тлі зниженої імунобіологічної реактивності організму. Сприятливі фактори: хронічні хвороби, алкоголізм, гіповітаміноз, сверблячі дерматози. При множинних ектимах призначають антибіотики, антистрептококовий γ-глобулін, аутогемотерапію, вітаміни В1, В6, А, С, Р; стимулятори лейкопоезу, імунітету; мазі з антибіотиками, стимуляторами регенерації шкіри.

- Атипові:

- еритематозно-сквамозна стрептодермія — «суха» форма стрептодермії, без утворення типових фліктен. Розвивається зазвичай на обличчі та верхніх кінцівках переважно у дітей в осінньо-зимовий період (функціональний гіповітаміноз, світлове голодування, фонові фокальні хвороби тощо). З'являються великі плями блідо-рожевого кольору, які злегка лущаться, з підкресленим фолікулярним апаратом (як би припудрені). Здорові ділянки шкіри обробляють 1-2 % спиртовим розчином саліцилової або борної кислоти, уражені — 0,25 % розчином нітрату срібла з подальшими аплікаціями мазей і паст, що містять антибіотики. Після лікування залишаються тимчасові депігментовані плями;
- папульозне сифілоподібне імпетиго (пелюшковий дерматит) — різновид стрептококового імпетиго у дітей до 1 року життя. Розвивається при порушенні правил гігієни та догляду за дитиною. Улюблена локалізація: тулуб, шкіра сідниць, рідше стегна, гомілки. З'являються червоні плями до 1 см в діаметрі, надалі папули, які чітко відмежовані від здорової шкіри (рожевого, червонувато-синюшного відтінків). На поверхні папул виникають фліктени, які ерозуются. Ерозії в діаметрі менше, ніж папули, шкіра навколо них запалена та інфільтрована. Лікування як при еритематозно-сквамозній стрептодермії;
- гостра дифузна стрептодермія — обмежене ураження шкіри дифузного характеру, до якого призводить пітливість, мацерація виділеннями з геніталій, цукровий діабет, поганий догляд та ін. Улюблена локалізація у дорослих — на кінцівках внаслідок травмування шкіри (рани, опіки) — паратравматична форма; у дітей — в складках — стрептококова опрілість (интертриго). Характерно висипання фліктен, що утворюють суцільні ерозивні ділянки з фестончастими обрисами і віночком відшарованого епідермісу, явищами набряку, гіперемії, дифузним мокнуттям, серозними корками; можливе утворення свіжих кільцеподібних фліктен по периферії вогнища. У ослаблених хворих спостерігаються виразки з серозно-гнійним і геморагічним виділеннями, зсихається в кірки, явища лимфангита і лімфаденіту. Нерідко є алергічний висип на віддалених ділянках тіла. Застосовують примочки з підсушуючими дезінфікуючими розчинами (0,25 % розчин нітрату срібла). Після стихання гострого запалення переходять на пасти (боро-цинко-нафталанова), аерозолі (олазоль), мазі з антибіотиками, з кортикостероїдами (тридерм, лорінден С, локакортен тощо). Неуражені складки протирають 2 % саліциловим спиртом, присипають тальком з 3-5 % розчином борної кислоти. При явищах лімфаденіту, лимфангоїту призначають антибіотики, при наявності піоаллергідів — гипосенсибилізуючу терапію.

### Стафілококові
- поверхневі:

- остіофолікуліт — гостре гнійне запалення верхніх відділів волосяного фолікула, сприятливими факторами якого є забруднення, мацерація шкіри, підвищена пітливість, поверхневі механічні травми, ендокринні ураження тощо. Улюбленою локалізацією є обличчя, волосиста частина голови, кінцівки. У гирлі волосяного фолікула з'являється червонуватий вузлик з пустулою, пронизаною волосом, й розміром 1-2 мм з периферичних віночком гіперемії до 1 мм. Елементи можуть бути одиничними або множинними. Пустула протягом 4-5 днів зсихається в корочку, яка відпадає, залишаючи тимчасову червону пігментацію. Елементи великих розмірів (діаметр 3-4 мм) характеризують як імпетиго Бокхарта. Загальні явища відсутні. Можлива невелика болючість, свербіння в області елементів висипу. Перебіг захворювання гострий. Загальне лікування зазвичай не проводиться. У випадках частих рецидивів призначають загальне УФО в суберитемних дозах. Місцево призначають обтирання здорової шкіри навколо вогнищ 3 % саліциловим чи борним спиртом, пасти, що містять антисептики, антибіотики.
- фолікуліт — гнійне запалення середнього (поверхневий фолікулітит) і нижнього (глибокий фолікуліт) відділів волосяного фолікула. Сприятливі фактори: переважно екзогенні; при глибоких фолікулітах — цукровий діабет, анемії, імунодефіцитні стани. Улюблена локалізація: обличчя, волосиста частина голови, шия, кінцівки, тулуб. Внаслідок укорінення збудника в глибші відділи волосяного фолікула розвивається його гостре гнійне запалення і частково періфолікулярній тканини. Елемент має вигляд конусоподібної папули червоного кольору розміром 5-7 мм, яка часто перетворюється на пустулу, пронизану волосом. Периферична зона гіперемії становить 2-3 мм. Папула протягом декількох днів або регресує, або абсцедує. При розрізі мікроабсцесів виділяється вершкоподібний гній, потім утворюється невелика ранка, що загоюється з утворенням рубчика. Загальні явища зазвичай відсутні, проте при множинних, більших пустулах (більше 1 см), захоплюючих нижні відділи фолікулів, з'являється виражена болючість, гарячка, лейкоцитоз, підвищена ШОЕ. Болючість зазвичай зникає після природного розриву пустули. Лікування так само як й при остіофолікуліті.
- сикоз — хронічне рецидивуюче гнійне запалення фолікулів в області бороди, вусів, рідше — брів, лобка, пахвових западин, волосистої частини голови. Сприятливими факторами є вогнища інфекції в щелепно-лицевій ділянці, хронічний холецистит, простатит, захворювання внутрішніх органів, нервово-ендокринна патологія, зниження функції статевих залоз, зловживання алкоголем, підвищена запиленість місця роботи, розвиток сенсибілізації до стафілококу, порушення бактерицидних властивостей шкіри. Улюблена локалізація: область бороди, вусів. Там та на інших ділянках зростання короткого товстого волосся виникають остіофолікуліти і поверхневі фолікуліти, які поступово зливаються. Шкіра в ділянках ураження стає синюшно-бурого відтінку, інфильтрується і покривається гнійними корками. При їх знятті виявляється волога мокнуча ерозована поверхня. У коренях волосся, видалених з місця ураження, виявляються склоподібні муфти. Через прогресування процесу область росту волосся (бороди, вусів) приймає характер єдиного запального інфільтрату, покритого гнійними корками (створюється враження людини з неохайною зовнішністю). Іноді виникає гарячка. Хворих турбує невелика болючість, свербіння шкіри. Рубцевих змін у вогнищах не залишається. Призначають антибіотики упродовж декількох тижнів, але не менше 3. Рекомендуються аутогемотерапія, за показаннями — статеві гормони. Ділянки ураження обробляють спиртовими розчинами саліцилової і борної кислот. Застосовують мазі з антибіотиками, борово-дьогтьову і сірчано-дьогтьову мазі, комбіновані глюкокортикостероїди. Рекомендується загальне УФО, на вогнища — еритемні дози. Забороняється гоління в області уражених ділянок шкіри.

- глибокі:

- фурункул / фурункульоз — гостре гнійно-некротичне запалення волосяного фолікула і перифолікулярних тканин. Сприятливими факторами є первинний і вторинний імунодефіцити, зниження бактерицидної активності нейтрофілів (хронічні гранульоатоз), порушення хемотаксису, синдром гіперпродукції IgE, ендокринна патологія (цукровий діабет, ожиріння, порушення вуглеводного обміну), мікротравматізм, недотримання особистої гігієни, робота на забруднених виробництвах, носійство штамів патогенних стафілококів і інфікований ними одяг; сверблячі дерматози, короста, педикульоз тощо. Улюблена локалізація: ділянки мікротравм шкіри на плечах, сідницях, стегнах, тулубі; частіше — на обличчі, в області носогубного трикутника, підборіддя, потилиці, задньої поверхні шиї, пахвових западин. Зазвичай вогнища поодинокі, рідше — множинні (фурункульоз). Захворювання починається з остіофолікуліта, який швидко трансформується в глибокий фолікуліт, а потім протягом 24-48 годин перетворюється на різко болючий, запальний вузол розміром до лісового — волоського горіха (стадія інфільтрації). Через кілька днів шкіра над вузлом куполоподібно випинається, потоншується, з'являються ознаки флуктуації. Далі вузол розкривається з виділенням гною, при цьому оголюється омертвілі тканина зеленуватого кольору — некротичний стрижень (стадія абсцедується). Унаслідок демаркації (дозрівання) некротичний стрижень разом з гнійно-кров'яними масами відторгається з утворенням гранульованої кратероподібної виразки, яка досить швидко рубцюється (стадія виразки і рубцювання). Еволюція елемента в середньому становить близько 2 тижнів. При одиночних фурункулах загальний стан зазвичай не страждає. При множинних фурункулах і фурункульозі може бути лихоманка, слабкість, головний біль; в периферичної крові визначається лейкоцитоз і підвищення ШОЕ. В ослаблених хворих лимфогенне поширення інфекції на прилеглі та підлеглі тканини може спричинити флегмону, остеомієліт, виразкової піодермії. Проникнення збудника в кров призводить до сепсису і метастазуванню збудників у різні тканини (кістки, хребет, м'язи), внутрішні органи (частіше нирки), спричиняє бактеріальне ураження ендокарда, що в кінцевому підсумку може призвести до смерті. Поява фурункула в області носогубного трикутника, її анатомічні особливості венозної мережі, а також видавлювання фурункула в початковій стадії, його зрізання, призначення теплових процедур можуть спричинити тромбофлебіт синуса і гнійний менінгіт.

Фурункульоз — часто рецидивні поодинокі фурункули або висипання множинних фурункулів. Поодинокі фурункули частіше рецидивують в області задньої поверхні шиї, на сідницях, попереку. Дисеміновані висипання фурункулів спостерігаються по всій поверхні шкіри. Поява поодиноких рецидивуючих фурункулів пов'язано, як правило, з екзогенними причинами, а множинних — з ендогенними.
У стадії інфільтрату застосовують УВЧ-терапію, солюкс, ультразвук. При необхідності волосся навколо фурункула вистригуються, перифокальні ділянки шкіри обробляються саліциловим або борним спиртом. Миття тіла забороняється. У стадії абсцедування — розкриття фурункула, дренування за допомогою турунди, змоченою гіпертонічним розчином натрію хлориду; стерильні серветки прикріплюють до шкіри бактерицидним пластиром, але не прибинтовують. Перев'язки проводять не менше 2 разів на добу. Після відторгнення некротичного стрижня на виразку застосовують мазі з антибіотиками. При порушенні загального стану, небезпечної локалізації фурункула (обличчя, шия, волосиста частина голови) і на тлі імунодефіциту призначають антибіотики з урахуванням чутливості до них збудника: амоксицилін / клавуланова кислота, кларитроміцин, азитроміцин, кліндаміцин, ципрофлоксацин; ванкоміцин застосовують у тяжких випадках і стійкості S. aureus до інших антибіотиків. 
- карбункул — гостре значне гнійно-некротичне запалення шкіри і підшкірної клітковини в результаті злиття кількох поруч розташованих фурункулів. Патогенна дія збудників на тлі різкого зниження імунобіологічної реактивності організму спричинює поширену флегмонозну реакцію аж до фасцій і м'язів. Сприятливі фактори і улюблена локалізація як при фурункулі. Карбункул утворюється в результаті злиття між собою декількох фурункулів і проходить ті ж стадії розвитку, проте з утворенням інфільтрату більших розмірів і зони вираженого перифокального набряку. Поява карбункула супроводжується різким болем у вогнищі ураження, підвищенням температури тіла, нездужанням, головним болем, змінами в крові (лейкоцитоз, підвищена ШОЕ). Характерні численні, глибокі, багатокамерні абсцеси, поверхневі пустули, некротичні стрижні, після відторгнення яких виявляється симптом сита — наявність на поверхні вогнища великого числа отворів з гнійним виділенням. Далі шкіра у вогнищі розплавляється з утворенням глибокої виразки, дно якої покрито некротичної масою брудно-зеленого відтінку. Після її відторгнення виразка повільно (протягом 2-4 тижнів.) виконується грануляціями з подальшим утворенням грубого рубця. Лікування здійснюють у відділенні гнійної хірургії. Призначають антибіотики (амоксицилін / клавуланат, ампіцилін / сульбактам, цефтазидим, цефотаксим, нетилміцину сульфат, меропенем, ванкоміцин), проводять патогенетичну детоксикаційну терапію. Ділянки карбункула, що флюктуюють, розкривають і дренують, вводять протеолітичні ферменти. Для прискорення загоєння виразкового дефекту застосовують місцеві засоби, що стимулюють регенератцію (іруксол, вулнузан, солкосерил), аерозолі, що мають антимікробну і епітелізуючу властивість.
- гідраденіт — гостре або рецидивуюче гнійне запалення апокрінових потових залоз з переважною локалізацією в пахвових областях, рідше — в області статевих губ, періанальної області, лобка, пупка, навколососкового ареола. Сприятливими факторами є підвищене потовиділення, недостатня гігієна зазначених областей, травматизація шкіри при голенні пахвових западин, лобкової області, дисфункція (гіпофункція) статевих залоз, гіповітамінози, вторинна імунна недостатність. Улюблена локалізація процесу — аксиллярна область. Захворювання починається з появи в пахвовій області або на інших ділянках шкіри, одного або декількох болючих вузлів розміром з вишневу кісточку або лісовий горіх, які можуть збільшуватися в розмірі до голубиного — курячого яйця, а іноді й більше. Вузли згуртовуються з навколишньою підшкірною клітковиною в болючий інфільтрат, що має горбисту поверхню, яка нагадує «суче вим'я». Унаслідок абсцедування шкіра над вузлами потоншується, розм'якшується, з'являється флуктуація. Вузли розкриваються, а з утворених норичних отворів виділяється велика кількість сливкоподібного гною (без некротичного стрижня). Процес перебігає в середньому 2-3 тижні й закінчується рубцюванням. В окремих випадках інфільтрати можуть розсмоктуватися без розриву чи розтину, нерідко виникають рецидиви гідраденіта (на тлі зниженого імунітету). При частих рецидивах у гнійний процес залучаються все нові апокрінові залози. Ділянки ураження в таких випадках представлені рубцево-зміненої тканиною, свіжими запальними вузлами, норицевими отворами, з яких при натисканні виділяється рідка гнійна маса (іноді з домішкою крові). Нерідко підвищується температура тіла, з'являється слабкість, лейкоцитоз, підвищена ШОЕ. Перебіг захворювання гострий, без порушення / з порушенням загального стану або хронічно рецидивуючий. Лікування практично таке ж, як при фурункулі. Хворим з рецидивуючим і млявим перебігом рекомендують фізіотерапевтичні процедури (ультразвук, УВЧ, солюкс, УФО) в поєднанні з нативним стафілококовим імуноглобуліном, іншими імунокоректорами. У деяких випадках показано висічення рубцево-змінених тканин.
- ячмінь (гордеолум) — гнійна гостра локальна гнійна інфекція або абсцес повіки. На краю повіки з'являються болюча плямиста крапка, потім припухлість, почервоніння і набряк повіки. Через 2—3 дні розвивається абсцес. Часто ячмінь з'являється у ослаблених людей із зниженою опірністю організму. Більшість ячменів зовнішні, є результатом закупорки або інфікування війкового фолікула і прилеглих залоз Цейса чи Молля. Обструкція фолікула може поєднуватися з блефаритом. Внутрішній ячмінь зустрічається значно рідше і є результатом інфікування мейбомієвої залози. У лікуванні зовнішнього ячменя застосовують гарячі компреси («сухе тепло») по 5-10 хвилин 2-3 рази на день. Той, що не піддається лікуванню, може також бути розкритий гострим лезом. Системні антибіотики призначають, якщо ячменю супроводжує флегмона. Лікування внутрішнього ячменю полягає в прийомі всередину антибіотиків і за необхідності розрізі та дренуванні вогнища запалення. Місцеве застосування антибіотиків зазвичай неефективно.

- у новонароджених: У дітей до року нерідко виникають стафілококові ураження шкіри нефолікулярного характеру. Найчастіше виявляються утворенням пустул в області гирл потових залоз. У ослаблених дітей і при несвоєчасному лікуванні процес поширюється вглиб з утворенням множинних абсцесів (псевдофурункульоз), флегмон, розвитком сепсису з несприятливим результатом. У деяких випадках спостерігається велика ексфоліативна реакція епідермісу з тяжким токсикосептичним синдромом (ексфоліативний дерматит Ріттера), яку по тяжкості розвитку і перебігу порівнюють з синдромом стафілококової обпаленої шкіри. Ексфоліативний токсин у новонароджених утворюється в первинних джерелах інфекції (гнійний кон'юнктивіт, середній отит, інфекції носоглотки) і гематогенним шляхом потрапляє в шкіру або утворюється в самих пухирах (бульозні імпетиго). У дорослих синдромом стафілококової обпаленої шкіри майже не зустрічається, тому що ексфоліативний токсин швидко руйнується і виводиться з організму в зв'язку з більш досконалими імунними механізмами.

- везикулопустульоз — гнійне запалення гирл потових залоз переважно у новонароджених дітей, які перебувають на штучному вигодовуванні, при порушенні правил сповивання дітей (підвищена пітливість). Улюблена локалізація — волосиста частина голови, складки шкіри. Спостерігаються пустули з шпилькову головку і віночком гіперемії з щільною покришкою, нерідко згруповані, швидко поширюються. У ослаблених дітей процес може прогресувати углиб з утворенням абсцесів, флегмон, лімфаденіту, розвитком сепсису, анемії, отиту, бронхопневмонії, пієлонефриту (поганий догляд, несвоєчасно розпочате лікування). Тривалість захворювання при успішному лікуванні 7-14 днів. Вогнища обробляють антисептичними та бактеріцидними засобами (0,25–1% розчин нітрату срібла тощо), мазі з антибіотиками.
- псевдофурункульоз Фінгера (множинні абсцеси) — гнійне розплавлення потових залоз, розвивається у ослаблених, недоношених, що знаходяться на штучному вигодовуванні і недостатньо доглянутих дітей з підвищеним потовиділенням. Улюблена локалізація — на волосистій частині голови, задній поверхні тулуба, сідницях, стегнах. Уражені потові залози спочатку промацуються у вигляді твердих вузлів величиною до вишневої кісточки синюшно-багряного відтінку, які потім розм'якшуються, розкриваються з виділенням сливкоподібного гною, без наявності некротичного стрижня, з подальшим утворенням норичних ходів і виразок, які при раціональному лікуванні та догляді рубцюються, інфільтрати розсмоктуються. При погіршенні стану дитини з'являються нові запальні вузли, абсцеси, можуть розвинутися флегмони, менінгіт, перитоніт, сепсис, збільшення печінки, селезінки, гіпотрофія. Прогноз у цих випадках несприятливий. Обтирають шкіру дезінфікуючими спиртовими розчинами. Розкривають абсцеси і змащують їх розчинами анілінових барвників, антибактерійними мазями, пастою з оксидом цинку і 5-10% ксероформом. На абсцеси призначається УВЧ, пов'язки з 10% розчином натрію хлориду, загальне УФО (10-15 сеансів). При загальнотоксичних явищах: антибіотикотерапія, переливання нативної і антистафілококової плазми, детоксикаційні розчини, антистафілококовий імуноглобулін. Гемотерапія материнської (донорської) кров'ю, гемостимулюючі засоби, вітаміни С, В6, А, Е.
- епідемічна пухирчатка новонароджених (епідемічний пемфігоїд) — гострий контагіозний поверхневий процесс, що виникає в перші дні життя дитини, в основному до 7-10-го дня після народження. Основну дію на епідерміс чинить стафілококовий екфоліатівний токсин, що породжує поверхневу бульозну реакцію. Джерела інфекції — породіллі, медичний персонал. У пологових будинках захворювання може мати характер епідемічного спалаху. Сприятливі фактори: патогенні стафілококи можуть потрапляти на шкіру новонародженого з погано обробленого, інфікованого пупка повітряно-крапельним і механічним шляхом при догляді за дитиною. Улюбленою локалізацією є тулуб. Часто починається з появи пухирців на гіперемованому тлі. Покришка пухирця білуватого кольору, млява, в'яла, зморшкувата і підноситься над рівнем шкіри. Вони збільшуються в розмірі через виразний акантоліз у шипуватому шарі і легко відшаровуються. Вміст пухирців спочатку серозний, потім — серозно-гнійний. Пухирці легко розриваються, утворюючи ерозивні поверхні з нерівними, фестончатими краями і соковитим, рожево-червоним або блідо-рожевим дном. При несприятливому перебігу захворювання ерозії зливаються між собою, швидко захоплюючи значну частину шкіри. При сприятливому перебігу і адекватних лікувальних заходах ерозії епітелізуються з утворенням тимчасової вторинної пігментації і лущення. Іноді поширені ураження шкіри можуть ускладнюватися імпетиго слизових оболонок порожнини рота, очей, статевих органів, тяжким загальним станом дитини. Тяжкість захворювання зазвичай пропорційна площі залучених до процесу шкіри і слизових оболонок. Можливі пневмонія, отит, диспепсія, сепсис. У подібних випадках прогноз для життя дитини стає несприятливим. У тяжких випадках вводяться антибіотики широкого спектра з попереднім визначенням чутливості збудників, показане внутрішньовенне вливання антистафилококової плазми, альбумін, внутрішньом'язове введення антистафилококового імуноглобуліну. Зовнішнє лікування включає щоденні ванни з калієм перманганатом (1:10 000) і зміни білизни. Розкриття пухирців, обробка здорової шкіри саліциловим спиртом, прокип'яченою рослинною олією.
- ексфоліативний дерматит Ріттера (також відомий як синдром стафілококової обпеченої шкіри, абревіатура англ. SSSS) — тяжка форма епідемічної пухирчатки новонароджених, характеризується розвитком дифузної еритеми, утворенням великих млявих пухирців. Певною міпрю нагадує поверхневий опік. Зараження немовлят відбувається в найближчі дні після народження від інфікованих матерів, медперсоналу. Рідше захворювання розвивається у дітей старших вікових груп і дорослих (на тлі імунодепресивної терапії). Починається в області пупка і рота з поширенням на інші ділянки шкіри. Розрізняють три стадії: еритематозну, ексфоліативну і регенеративну. Зазвичай починається в місцях улюбленої локалізації з появи еритеми, що швидко поширюється. На цих ділянках виникають пухирці з в'ялою покришкою, які швидко розкриваються і утворюють ерозії з епідермісом, який відшаровується по периферії (позитивний симптом Нікольського). Упродовж декількох днів уражається весь шкірний покрив з клінічною картиною обвареної шкіри. Відзначається висока температура тіла, втрата маси тіла, пронос; можливі ускладнення (пневмонія, отити, гнійний кон'юнктивіт, сепсис). У крові лейкоцитоз, підвищення ШОЕ, анемія, диспротеїнемія. Прогноз дуже серйозний. У лікуванні парентерально вводять антибіотики цефалоспоринового ряду. Показано внутрішньовенне вливання антистафілококової плазми, альбуміну, внутрішньом'язове введення антистафилококового імуноглобуліну. Щоденні ванни з калію перманганатом 1:10 000 і зміна білизни. Розтин пухирців, обробка здорової шкіри саліциловим спиртом, прокіп'яченою рослинною олією. На вогнища накладають пасти і мазі з антибіотиками, цинкове масло, нафталановий лінімент, оббризкують аерозолями з антибіотиками. Проводять загальну УФО. Необхідна ізоляція дітей у бокси і ретельний догляд за ними. Проводять обстеження матерів і медперсоналу на носійство патогенних стафілококів. Здійснюють кварцевання палат, боксів, дезінфекцію відділень, карантинні заходи.

### Змішані
- вульгарне імпетиго (стрептостафілококове) — найпоширеніша контагіозна форма імпетиго, може мати навіть характер спалаху в дитячих колективах. У дорослих зустрічається як ускладнення при корості, вошивості, сверблячих дерматозах. Улюблена локалізація — шкіра обличчя, верхніх кінцівок, тулуба. На тлі гіперемії з'являється фліктена з серозним вмістом, який упродовж кількох годин стає гнійним. Основа пустули стає інфільтрованою, оточене віночком еритеми. Покришка пустули розкривається, утворюється ерозія, виділення якої зсихаються в «медові» кірки, нерідко з наявністю тріщин, що кровоточать. Упродовж тижня кірки відторгаються, оголюючи еритематозні плями, які злегка лущаться і поступово зникають. Елементи імпетиго схильні до периферичного росту, злиття і можуть приймати характер суцільних вогнищ. При рясній ексудації, гнійних кірках промивають елементи розчином калію перманганату (1:5000), застосовують примочки з 1 % розчином таніну. Після відторгнення кірок і підсихання ерозій призначаються лініменти або масляні суспензії, мазі, що містять антибактеріальні та протизапальні засоби.
- вульгарна ектима — обмежене виразкові ураження шкіри стрептостафілококковой етіології, що виникає у осіб зі зниженою реактивністю (різні хронічні хвороби, авітамінози, алкоголізм тощо). Улюблена локалізація — кінцівки. На місці фолікулярної пустули або інфільтрованої фліктени виникає міхур з гнійно-геморагічним вмістом, після розкриття якого утворюється виразка округлої форми з валікоподібними краями, дном, що кровоточить, яке покрите гнійно-слизовим некротичним нашаруванням, надалі зсихається в кірку. На місці кірок, які відторглися, виявляється виразковий дефект без ознак регенерації, який знову заповнюється кіркою в результаті утворення некротичних мас з домішкою крові. Процес може перебігати мляво тривалий період. За позитивного результату виразка виповнюється грануляціями і заживає рубцем. При млявому загоєнні вульгарних ектим проводять їхню обробку 1 % розчином нітрату срібла, 2 % розчином протарголу; застосовують солкосерил. При множинних ектимах призначають антибіотики, біостимулятори і вітамінотерапію.
- хронічна дифузна піодермія — розвивається з вогнища тривалої гострої дифузної стрептодермії або уповільненого вульгарного імпетиго. Улюблена локалізація: гомілки, стопи у осіб з гіпостатичним синдромом (варикоз, тромбофлебіт, перенесені травми тощо). У вогнищах розвивається виражена інфільтрація шкіри з синюшним відтінком, ерозованими ділянками, мокнуттям і шаруватими жовтувато-сірими кірками. Контури вогнища неправильних (фестончатих) обрисів з наявністю віночка відшарованого епідермісу. Вогнища можуть ліхеніфікуватися з лущенням і нагадувати картину бляшкового псоріазу. Лікування включає системну антибіотикотерапію, вітамінотерапію (В1, В6, А, Е, С), антигістамінні засоби, біостимулятори, аутогемотерапію, протистафілококовий імуноглобулін, місцеве та загальне ультрафіолетове опромінення шкіри, лазеротерапію.

### Хронічна глибока піодермія
- глибока виразково-вегетуюча — на місцях різних пустул з'являються серпігінозні виразковані бляшки синюшно-червоного відтінку, м'якої консистенції, різко відмежовані від здорової шкіри віночком гіперемії, виступаючим над виразковою поверхнею, з неправильними округлими (овальними) обрисами, наявністю веррукозних коркових нашарувань, виразок, вегетаций, вузлів, норичних ходів, з яких при натисканні виділяється гнійно-кров'яниста рідина. Локалізується на волосистій частині голови, у пахвових та пахових ділянках, лобку, гомілках. Перебігає місяцями, іноді роками. Хворіють частіше особи у віці 40-60 років.
- піогенна гранульома (ботріомікома) — виникає після травматизації шкіри обличчя, червоної облямівки губ, кистей, стоп, слизових оболонок. На шкірі виникає утворення напівшароподібної форми темно-червоного забарвлення, помірно болісне, м'якої консистенції з безліччю поверхнево розташованих кровоносних судин, часточковою (сосочковою) поверхнею; легко кровоточить, без тенденції до самостійного видужання протягом тривалого часу.
- шанкріформна піодермія — зустрічається у осіб різного віку і статі в області геніталій або екстрагенітально. Елементи частіше поодинокі, в області пухирця, що розірвався, утворюється безболісна ерозія або виразка розміром до лісового горіха в діаметрі, правильних обрисів, з піднятими краями, ущільненою основою і геморагічною кіркою. При знятті кірки оголюється рівне дно червонуватого кольору, покрите мізерним гнійним виділенням. Регіонарні лімфовузли збільшені, щільні, рухливі, безболісні.
- гангренозна (виразковий дерматит) — є ознаки алергічного васкуліту з сенсибілізацію до різних мікроорганізмів. Поєднується з системними захворюваннями (виразковий коліт, лейкоз тощо). Великі виразкові поверхні з нерівними підритими краями, нависають обривки епідермісу, піднятим валом і периферичною зоною гіперемії. Дно вкрите соковитими кривавими грануляціями і гнійно-кров'янистими виділеннями з неприємним гнильним запахом. Виразки мають тенденцію до периферичного росту і рубцювання. Вогнища частіше розташовуються на нижніх кінцівках, можуть бути на тулубі, верхніх кінцівках, обличчі. Захворювання рецидивує, прогноз залежить від ефективності лікування супутнього системного захворювання.
- вегетуюча піодермія Аллопо (стафілококовий пустульоз з вегетацією) — на місці утворених пустул розвиваються бородавчасті вегетації з гнійними виділеннями і корками. Вогнища мають тенденцію до злиття і утворення великих окреслених бляшок з еритематозним віночком. Локалізується на волосистій частині голови, лобі, губах, пахвових западинах, геніталіях, слизовій оболонці щік і носа. Прогноз сприятливий при адекватному лікуванні.
- акне-келоїд (сосочковий дерматит голови) — хворіють чоловіки; уражається шкіра потилиці та задня поверхня шиї. Дрібні щільні болісні вузлики зливаються і утворюють щільні бляшки блідо-рожевого відтінку з наявністю борозен і сосочкових розростань. Волосся по периферії бляшок мають вигляд пучків, що нелегко видаляються. Перебіг тривалий, закінчується склерозуванням вогнищ (склерозуючий фолікуліт потилиці).
- блискавичний вугровий висип — зустрічається переважно у чоловіків у віці 16-20 років. Починається з раптової появи на спині, грудях, плечах і шиї (обличчя не уражається) множинних болючих покритих виразками вузликів з гнійним та геморагічним виділенням і розкиданих пустул на еритематозному тлі без комедонів, з утворенням рубців, нерідко келоїдних. Виражений суглобовий синдром (біль у колінних та плечових суглобах), є лейкоцитоз, підвищена ШОЕ, виникає зрідка біль у животі, можливе блювання.
- рубцевий фолікуліт — зустрічається у чоловіків, юнаків, дітей. Розвивається гнійне запалення волосяних фолікулів, що спричинює стійку рубцеву алопецію (вогнища до 2-3 см у діаметрі неправильних обрисів) в скроневих і тім'яної областях, рідко — в пахвових западинах і області лобка. Характеризується тривалим в'ялим перебігом.
- пустульозний та атрофічний дерматит (фолікуліт) гомілок — у осіб обох статей (14-32 років) на гомілках з'являються множинні сікозоформні фолікулярні пустули, вузлики з запальним віночком, які упродовж декількох днів розкриваються і покриваються корками, мають тенденцію до злиття. Упродовж місяця на місцях висипань формуються атрофічні рубці. Прогноз сприятливий, проте можливий розвиток слоновості нижніх кінцівок.
- абсцедуючий і підриваючий фолікуліт та перифолікуліт Гоффмана — у тім'яної і потиличної областях утворюються м'які припухлості, що флюктуюють, тяжі-валики, які мають тенденцію до злиття і утворення глибоких кишень, ходів. Шкіра над вогнищами витончена, напружена, позбавлена волосся, з наявністю виразок, фістульозних ходів, з яких при натисканні виділяється гній. Перебіг тривалий, закінчується одужанням.
- бластомікозоподібна піодермія — починається з появи на кінцівках пухирів, пустул, папул, вузлів, які зливаються і утворюють виразки синюшно-червоного відтінку з підритими інфільтрованими краями і сосочковими розростаннями на дні. По периферії виразок спостерігаються ізольовані пустули, абсцеси, що нагадують ураження при бластомікозі. Гістологічно виражені псевдоепітеліоматозні розростання.
- піодермія обличчя — зустрічається у молодих жінок (20-35 років) і нагадує вугри кулясті (зливні) без комедонів. Локалізується в області обличчя. Характерні різкі межі вогнищ. Відрізняється швидким початком і прогресуванням. Перебіг захворювання до року, супроводжується іпохондрією.
- піодермія, подібна коліквативному туберкульозу — на щоках, рідше на шиї утворюються вузли фіолетового кольору, спаяні з шкірою, які розм'якшуються, розкриваються, утворюючи мішкоподібні порожнини, швидко загоюються (за 1-2 тижні) з утворенням рубчика.
- вегетуючий піостоматит — утворенням множинних виразок і вегетацій з папіломатозом у порожнині рота. Можливі шлунково-кишкові розлади.
- гангрена статевого члена і калитки (Фурнье) — починається раптово з підвищення температури тіла до 38-39°С, набряку статевого члена і калитки, гарячки. Через 1-2 тижні розвивається некроз тканин калитки і статевого члена з їхньою подальшою деструкцією упродовж 2-3 тижнів. Яєчка в процес не залучаються. При своєчасному лікуванні вогнища некрозу регресують. У жінок можливе ураження малих статевих губ, області клітора, промежини, лобка, стегон.

Для лікування хронічної глибокої піодермії застосовують комбіновані антибіотики, антисиньогнійні пеніциліни, карбапенеми, глікопептиди, аміноглікозиди. Тривалість курсу антибіотикотерапії складає від 2-3 тижнів до 1-1,5 міс. й залежить від тяжкості клінічних проявів, тривалості захворювання, терапевтичного індексу призначуваного антибіотика з урахуванням чутливості до нього виділеного збудника. Показана специфічна імунотерапія (стафілококовий імуноглобулін, антистафілококова плазма), імуномодулятори, біостимулятори, вітамінні препарати. При хронічних вегетуючих формах піодермії рекомендується цитостатик циклофосфан (циклофосфамід) внутрішньом'язово щоденно по 0,1 г, на курс 1-1,5 г. Глюкокортикостероїди по 0,02-0,04 г на добу (в перерахунку на преднізолон) 3-6 тижні. Хірургічне видалення і кюретаж ділянок ураження, їхнє розсічення. Електрокоагуляція норичних ходів, прижигающие кошти, дезінфікуючі мазі, пластирі, обробка навколишньої здорової шкіри дезінфікуючими розчинами чи лосьйонами.